# Agostino Scilla

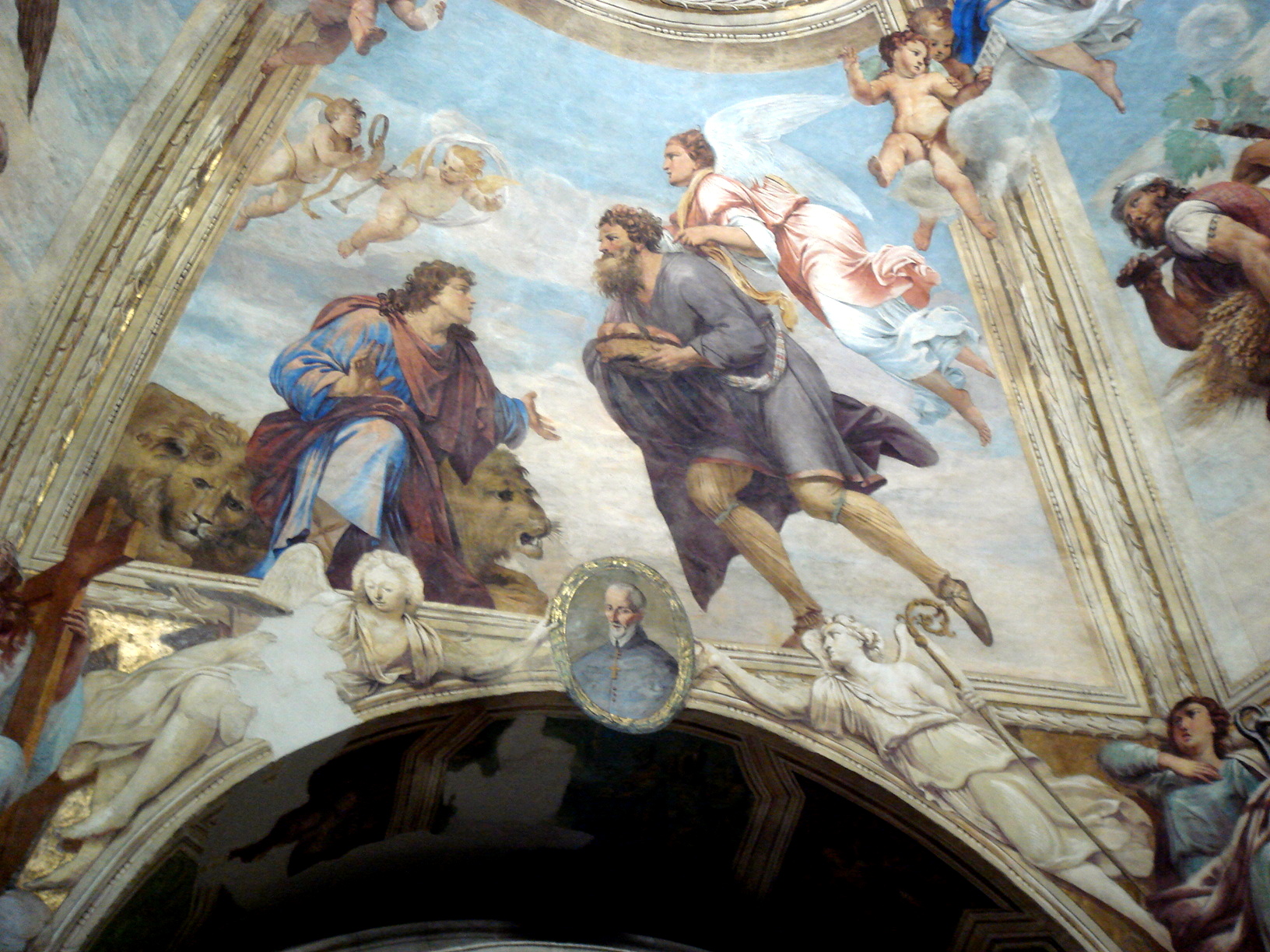
Abacuc porta pane a Daniele, fresque dans la Cathédrale de Syracuse.

Agostino Scilla (né le 10 août 1629 à Messine et mort le 31 mai 1700  à Rome) est un peintre, paléontologue, géologue, et pionnier dans l'étude des fossiles italien.

## Biographie
Né le 10 août 1629 à Messine, il fut élève d’Antonio Barbalunga, qui détermina le Sénat de Messine à l’envoyer à Rome avec une pension pour y suivre les leçons d’Andrea Sacchi. Après une absence de quatre ans, consacrés à son art, Scilla revint dans sa patrie, riche des études qu’il avait faites d’après l’antique et Raphaël, et s’il avait porté à Rome une manière un peu sèche, il en revint avec un goût auquel il sut donner de la pastosité et de la grâce. Il déploie dans ses figures et dans ses têtes, particulièrement dans celles de vieillards, un véritable caractère de grandeur, et il se montre peintre habile de paysage, d’animaux et de fruits. Rome possède un très-petit nombre de ses tableaux ; on en voit beaucoup plus à Messine. Ses principales fresques sont dans les églises de St-Dominique et de l’Annonciation des Théatins. Parmi ses tableaux à l’huile, son chef-d'œuvre est le St-Hilarion mourant, qui décore l’église de Ste-Ursule. Scilla avait ouvert à Messine une école, où sa réputation appela un grand nombre d’élèves ; mais lors de la révolution qui eut lieu à cette époque en Sicile, il fut obligé de se réfugier à Rome, évitant de se mettre en concurrence avec les peintres de figures, et s’occupant à peindre des tableaux d’animaux. Scilla s’occupa aussi beaucoup d’histoire naturelle. Il accompagna Paolo Silvio Boccone dans ses excursions botaniques en Sicile, et ce grand naturaliste le cite avec éloge en plusieurs endroits de ses ouvrages. Scilla finit par s’établir à Rome, où il se fit recevoir, en 1679, à l’académie de peinture, dont il fut peu après élu président. La numismatique et la recherche des monuments occupaient les loisirs de cet artiste, et, selon Mongitore (Bibl. Sicula), il préparait un savant ouvrage d’antiquités quand il mourut à Rome le 31 mai 1700.

## Œuvres

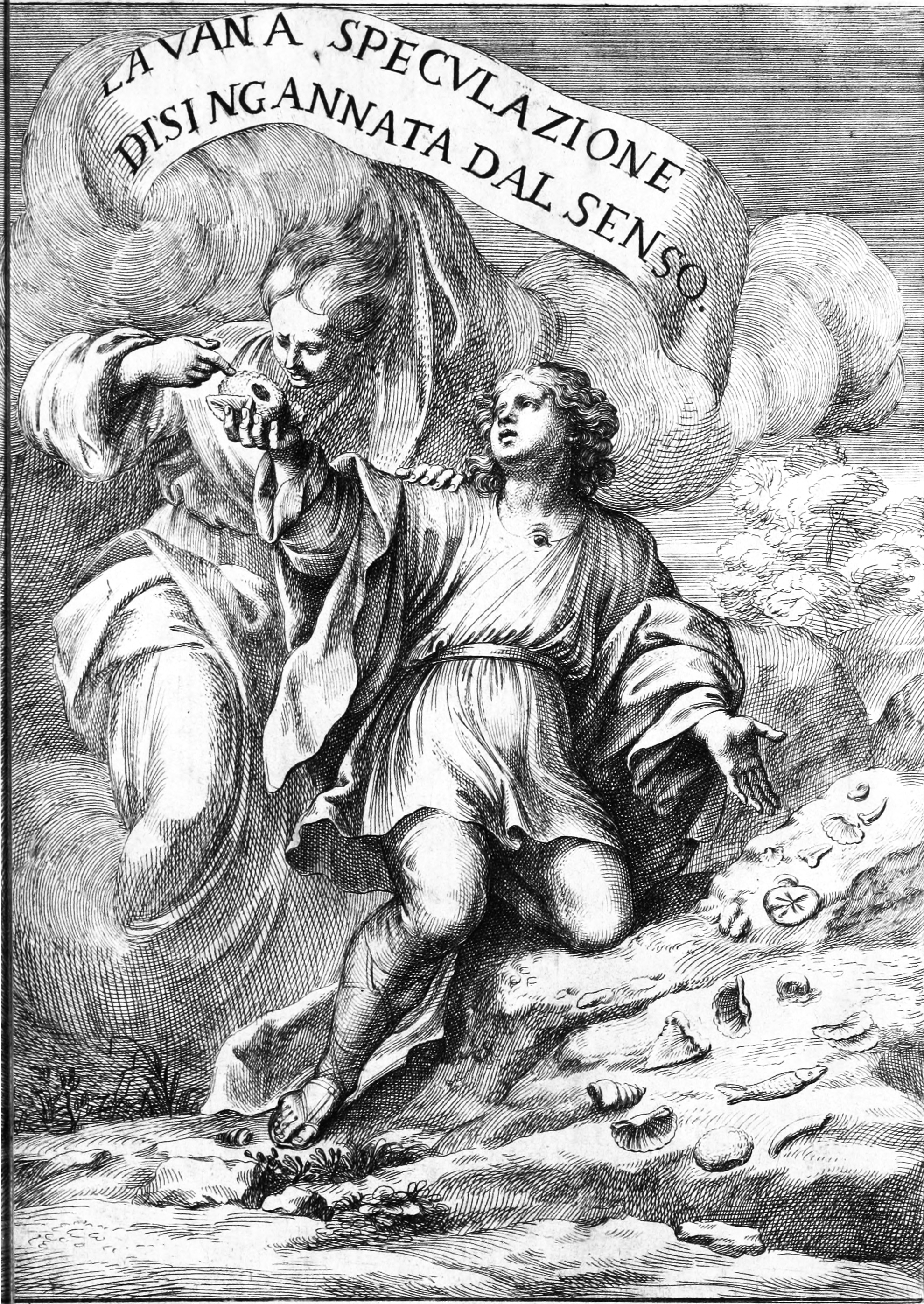
La vana speculazione disingannata dal senso, Naples, 1670

On ne connaît de lui qu’une lettre intitulée La vana speculazione disingannata dal senso : lettera risponsiva circa i corpi marini, che petrificati si ritrovano in varii luoghi terrestri, Naples, 1670, in-4°, rare. Cet opuscule intéressant a été traduit en latin sous ce titre : De corporibus marinis quæ defossa reperiuntur ; addita dissert. Fabii Columnæ de glossopetris, Rome, 1747 ; ibid. 1752 ou 1759, in-4°. L’édition de 1747 ne contient que quatorze planches de pétrifications, tandis que la suivante en renferme vingt-huit, ou plutôt trente, puisque les planches numérotées 11 et 23 sont répétées. L’objet de ce livre est de prouver par des comparaisons directes que les fossiles et les pétrifications sont vraiment des corps ou des parties de corps qui ont eu vie, et non pas des jeux de la nature, comme beaucoup de gens le soutenaient encore a époque.
- Orléans, musée des Beaux-Arts: Saint Pierre, Seconde moitié du XVIIe siècle, huile sur toile, 79 x 64 cm[1].